# Janko Ravnik

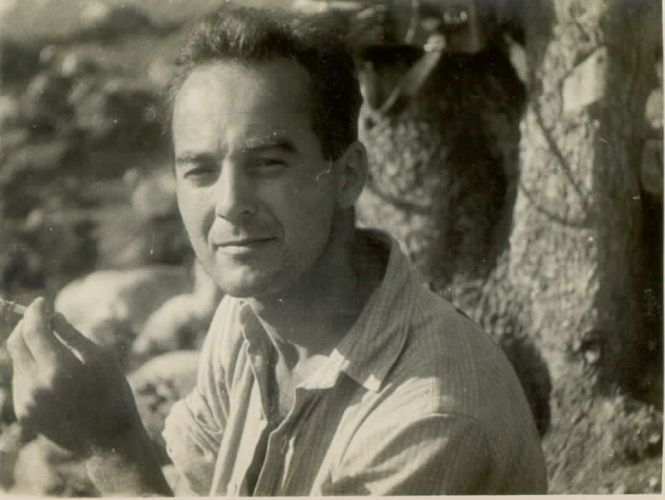
Janko Ravnik

Janko Ravnik (* 7. März 1891 in Bohinjska Bistrica; † 2. September 1981 in Ljubljana) war ein jugoslawischer Pianist, Komponist, Hochschullehrer und Filmregisseur.
Ravnik studierte nach einer Orgelausbildung bei Anton Foerster und Vida Prelesnik-Talichova an der Orgelschule und der Glazbena Matica von 1911 bis 1915 am Prager Konservatorium Klavier bei Josef Jiránek. Nach seiner Rückkehr wurde er Repetitor und Dirigent an der Oper Ljubljana.
Von 1919 bis 1939 war er Klavierprofessor am Konservatorium Ljubljana, danach bis 1968 an der Musikakademie. Zu seinen Schülern zählten Pianisten wie Pavel Šivic, Hilda Horak und Zdenko Novak. Neben Klavierwerken und Liedern komponierte Ravnik auch Kirchenmusik, darunter ein Requiem, das erst ein Vierteljahrhundert nach dem Tod des Komponisten 2007 uraufgeführt wurde.
Daneben realisierte Ravnik als Regisseur, Kameramann und Produzent auch die ersten slowenischen Filme, 1929 Odkritje Napoleonovega spomenika v Ljubljani (Die Enthüllung des Napoleon-Denkmals in Ljubljana) und 1931 V kraljestvu Zlatoroga (Im Königreich des Zlatorog).